# Contea di Montgomery (Arkansas)
La contea di Montgomery, in inglese Montgomery County, è una contea dello Stato dell'Arkansas, negli Stati Uniti. La popolazione al censimento del 2000 era di 9 245 abitanti. Il capoluogo di contea è Mount Ida.

## Storia
La contea di Montgomery fu costituita nel 1842.